# Marc Cooper

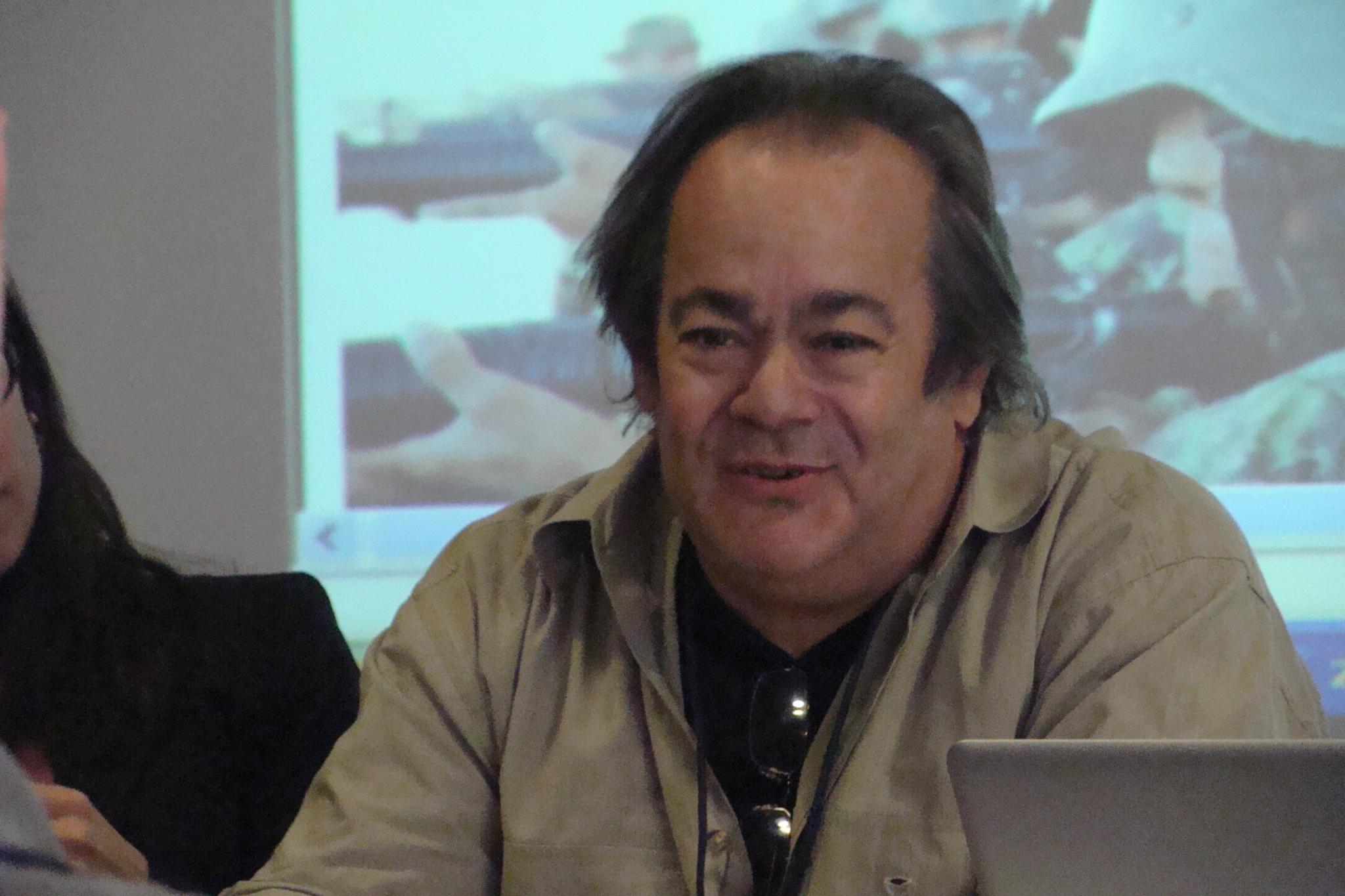
Marc Cooper

Marc Cooper (* vor 1966 in Los Angeles) ist ein US-amerikanischer Journalist, Autor, Dozent und Blogger. Er ist derzeit auch Mitherausgeber von The Nation und schreibt eine wöchentliche Kolumne bei der LA Weekly. Artikel und Beiträge erschienen unter anderem in der Los Angeles Times, The Atlantic Monthly, Harper’s Magazine, The New Yorker, dem Christian Science Monitor, Playboy und Rolling Stone. Im Fernsehen hat er für PBS, CBS News, und den Christian Science Monitor gearbeitet. Im Radio war er bei NBC, CBC und der BBC vertreten.

## Leben
Cooper kam in Los Angeles zu Welt und wuchs dort auf. 1966 gründete er eine Untergrundzeitung an der Fairfax High School in West Hollywood, Kalifornien. 1971 wurde Cooper wegen Aktivitäten gegen den Vietnamkrieg auf Anordnung des damaligen Gouverneurs Ronald Reagan von der California State University ausgeschlossen.
1971 bis 1973 war Cooper als Dolmetscher für den damaligen Präsidenten Chiles, Salvador Allende im Einsatz. Nach dem Putsch in Chile 1973 konnte er erfolgreich fliehen und kehrte in die USA zurück. Von 1980 bis 1983 leitete Cooper die Nachrichtenredaktion des KPFK-FM-Radios in Los Angeles.
Cooper ist mit der chilenischen Autorin und Lehrerin Patricia Vargas-Cooper verheiratet und hat eine erwachsene Tochter.

## Ansichten
Auch wenn Cooper sich nach wie vor zur Linken zählt, überraschte er einige Mitstreiter mit ungewöhnlichen Ansichten. So hielt er die Forderung nach einem Freispruch für Mumia Abu-Jamal als der Kampagne gegen die Todesstrafe eher abträglich. Den Indianeraktivisten Ward Churchill bezeichnete er als „Verlierer vom Dienst“ und „linken Sektierer“. Cooper sprach sich gegen den 2003 erfolgten Irakkrieg aus, aber hielt mit Kritik an linken Kriegsgegnern nicht hinterm Berg, so etwa gegenüber Naomi Klein, die er als Anhängerin des Islamisten Muqtada as-Sadr beschimpfte. Cooper hat auch den Präsidenten Venezuelas Hugo Chávez als „Gauner“ bezeichnet, sich für kubanische Dissidenten eingesetzt und sich sehr deutlich für die Orange Revolution in der Ukraine ausgesprochen.
Seit 2006 ist Cooper Dozent an der Annenberg School for Communication, welche zur University of Southern California gehört.

## Schriften
- Roll Over Che Guevara: Travels of a Radical Reporter (1994)
- Pinochet and Me: A Chilean Anti Memoir (2001)
- The Last Honest Place in America: Paradise and Perdition in the New Las Vegas (2004)

## Preise
- Society of Professional Journalists
- Armstrong Memorial Foundation
- Sidney Hillman Foundation
- California Associated Press TV and Radio Association
- California Newspaper Publishers Association
- Best in the West
- Project Censored
- P.E.N. American Center
- Greater Los Angeles Press Club